# 乔·威尔森
乔·威尔森（英語：Joe Wilson，1947年7月31日—）是一位共和黨籍的美国政治人物，他出身南卡罗来纳州查尔斯顿，1969年从华盛顿与李大学取得学士学位，1972年从南卡罗来纳大学法学院取得法律博士学位。2009年9月9日，在总统奥巴马在国会发表演讲时，对奥巴马大叫“你说谎！”（You Lie!），引起争议。前总统吉米·卡特认为这是美国种族主义的发酵，有些白人认为非裔美国人不够资格领导美国的结果；奥巴马本人则不认为威尔森对他的批评是基于他的肤色。

## 荣誉

### 外国勋章奖章
- 二等智者雅罗斯拉夫王公勋章（乌克兰，2023年9月4日公布[1]）